# Wae Tala
Wae Tala är ett vattendrag i Indonesien. Det ligger i den östra delen av landet, 2 400 km öster om huvudstaden Jakarta.